# Рагайзе
Рагайзе (в верховье Уртаелга) — река в России, протекает по Вагайскому району Тюменской области. Устье реки находится в 95 км по правому берегу реки Агитка. Длина реки составляет 17 км.
Протекает через озёра Арыколь и Малый Уват.
Система водного объекта: Агитка → Вагай → Иртыш → Обь → Карское море.

## Данные водного реестра
По данным государственного водного реестра России относится к Иртышскому бассейновому округу, водохозяйственный участок реки — Иртыш от впадения реки Ишим до впадения реки Тобол, речной подбассейн реки — бассейны притоков Иртыша от Ишима до Тобола. Речной бассейн реки — Иртыш.
Код объекта в государственном водном реестре — 14010400112115300012854.